# Zborca
Zborca (albanska: Zborca, (serbiska: Zborce,) är en by i Kosovo. Den ligger i kommunen Shtime. Enligt den senaste folkräkningen år 2011 fanns det 901 invånare.

## Demografi
| Demografi | 2011 |
| --------- | ---- |
| albaner   | 901  |